# 雄河
雄河是俄羅斯的河流，屬於別拉亞河的左支流，位於巴什科爾托斯坦共和國和韃靼斯坦共和國，發源自布古利馬-別列別伊高地，河道全長209公里，流域面積4,500平方公里。
55°43′11″N 54°16′37″E / 55.71972°N 54.27694°E